# Sios
Der Sios ist ein kleiner Fluss in Frankreich, der im Département Ariège in der Region Okzitanien verläuft. Er entspringt unter dem Namen Estagnou an der Nordflanke des Mont Fouscat (2002 m) im südlichen Gemeindegebiet von Freychenet, entwässert generell Richtung Nordwest und mündet nach rund 16 Kilometern an der Gemeindegrenze von Montgailhard und Foix als rechter Nebenfluss in die Ariège. In seinem Mündungsabschnitt quert der Sios die Bahnstrecke Portet-Saint-Simon–Puigcerdà sowie die Autobahn-ähnlich ausgebaute Route nationale 20.

## Orte am Fluss
(Reihenfolge in Fließrichtung)
- Le Sourt, Gemeinde Freychenet
- Celles
- Saint-Paul-de-Jarrat
- Montgailhard
- Peysales, Gemeinde Foix